# Iron & Wine

Sam Beam (2008)

Iron & Wine ist der Name, unter dem der amerikanische Singer-Songwriter Sam Beam (* 26. Juli 1974) auftritt und veröffentlicht. Den Namen Iron & Wine hat Beam einem Nahrungsergänzungsmittel namens „Beef Iron & Wine“ entlehnt, das er während Filmaufnahmen in einem Geschäft entdeckte.

## Geschichte
Beam wuchs in der Nähe von Columbia, South Carolina auf und schloss ein Studium der Filmwissenschaften an der Florida State University ab, lebt aber jetzt in Dripping Springs, nahe Austin in Texas. Bevor er mit seiner Musik Erfolg hatte, lehrte er an der University of Miami Film und Cinematographie. Er hatte schon lange Lieder geschrieben, als ihm ein Freund ein Vier-Spur-Aufnahmegerät lieh. Eines seiner Demos machte Jonathan Poneman, den Plattenchef von Sub Pop, auf ihn aufmerksam, der ihm prompt einen Plattenvertrag anbot.
2002 veröffentlichte Beam sein erstes Album The Creek Drank the Cradle, dessen Stücke er allein bei sich zu Hause eingespielt hatte. Weitere eigene Aufnahmen erschienen 2003 auf der EP The Sea & the Rhythm. Sein zweites Studioalbum Our Endless Numbered Days (2004) wurde hingegen mit Gastmusikern in einem professionellen Tonstudio aufgenommen. Es folgten die EP Woman King im Februar 2005 und im September 2005 die EP In the Reins, eine Zusammenarbeit mit Calexico, mit denen Beam auch auf Tour ging. Auf dem dritten Album The Shepherd’s Dog traten Joey Burns und Paul Niehaus von Calexico ebenso als Gäste auf wie die Jazzmusiker Matt Lux und Rob Burger.
Das wohl bekannteste Stück von Iron & Wine ist jedoch eine Coverversion, die durch die Verwendung in einem Werbespot und im Film Garden State populär wurde: Such Great Heights, im Original von The Postal Service.

## Diskografie

### Studioalben
| Jahr | Titel                     | Höchstplatzierung, Gesamtwochen, AuszeichnungChartplatzierungen (Jahr, Titel, Platzierungen, Wochen, Auszeichnungen, Anmerkungen) | Höchstplatzierung, Gesamtwochen, AuszeichnungChartplatzierungen (Jahr, Titel, Platzierungen, Wochen, Auszeichnungen, Anmerkungen) | Höchstplatzierung, Gesamtwochen, AuszeichnungChartplatzierungen (Jahr, Titel, Platzierungen, Wochen, Auszeichnungen, Anmerkungen) | Höchstplatzierung, Gesamtwochen, AuszeichnungChartplatzierungen (Jahr, Titel, Platzierungen, Wochen, Auszeichnungen, Anmerkungen) | Höchstplatzierung, Gesamtwochen, AuszeichnungChartplatzierungen (Jahr, Titel, Platzierungen, Wochen, Auszeichnungen, Anmerkungen) | Anmerkungen                                                         |
| Jahr | Titel                     | DE | AT | CH | UK | US | Anmerkungen                                                         |
| ---- | ------------------------- | --- | --- | --- | --- | --- | ------------------------------------------------------------------- |
| 2004 | Our Endless Numbered Days | — | — | — | — | US158 Gold · (1 Wo.)US | Erstveröffentlichung: 23. März 2004                                 |
| 2007 | The Shepherd’s Dog        | — | — | — | UK74 (1 Wo.)UK | US24 Gold · (11 Wo.)US | Erstveröffentlichung: 25. September 2007                            |
| 2011 | Kiss Each Other Clean     | DE90 (1 Wo.)DE | AT74 (1 Wo.)AT | CH57 (1 Wo.)CH | UK32 (1 Wo.)UK | US2 (6 Wo.)US | Erstveröffentlichung: 25. Januar 2011                               |
| 2013 | Ghost on Ghost            | — | — | CH100 (1 Wo.)CH | UK40 (2 Wo.)UK | US26 (3 Wo.)US | Erstveröffentlichung: 16. April 2013                                |
| 2017 | Beast Epic                | — | — | — | UK60 (1 Wo.)UK | US44 (1 Wo.)US | Erstveröffentlichung: 25. August 2017                               |
| 2019 | Years to Burn             | DE16 (3 Wo.)DE | AT13 (3 Wo.)AT | CH46 (1 Wo.)CH | — | — | Erstveröffentlichung: 14. Juni 2019 Gemeinschaftsalbum mit Calexico |
| 2024 | Light Verse               | — | — | — | — | — | Erstveröffentlichung: 26. April 2024                                |

### Weitere Alben
| Jahr | Titel                | Höchstplatzierung, Gesamtwochen, AuszeichnungChartplatzierungen (Jahr, Titel, Platzierungen, Wochen, Auszeichnungen, Anmerkungen) | Höchstplatzierung, Gesamtwochen, AuszeichnungChartplatzierungen (Jahr, Titel, Platzierungen, Wochen, Auszeichnungen, Anmerkungen) | Höchstplatzierung, Gesamtwochen, AuszeichnungChartplatzierungen (Jahr, Titel, Platzierungen, Wochen, Auszeichnungen, Anmerkungen) | Höchstplatzierung, Gesamtwochen, AuszeichnungChartplatzierungen (Jahr, Titel, Platzierungen, Wochen, Auszeichnungen, Anmerkungen) | Höchstplatzierung, Gesamtwochen, AuszeichnungChartplatzierungen (Jahr, Titel, Platzierungen, Wochen, Auszeichnungen, Anmerkungen) | Anmerkungen                                                                  |
| Jahr | Titel                | DE | AT | CH | UK | US | Anmerkungen                                                                  |
| ---- | -------------------- | --- | --- | --- | --- | --- | ---------------------------------------------------------------------------- |
| 2005 | Woman King           | — | — | — | — | US128 (2 Wo.)US | Erstveröffentlichung: 22. Februar 2005 EP                                    |
| 2005 | In the Reins         | — | — | — | — | US135 (1 Wo.)US | Erstveröffentlichung: 12. September 2005 EP, Gemeinschaftsalbum mit Calexico |
| 2009 | Around the Well      | — | — | — | — | US25 (8 Wo.)US | Erstveröffentlichung: 19. Mai 2009 Kompilation                               |
| 2015 | Sing into My Mouth   | — | — | — | — | US116 (1 Wo.)US | Erstveröffentlichung: 17. Juli 2015 Gemeinschaftsalbum mit Ben Bridwell      |
| 2016 | Love Letter for Fire | — | — | — | — | US173 (1 Wo.)US | Erstveröffentlichung: 15. April 2016 Gemeinschaftsalbum mit Jesca Hoop       |

Weitere Alben
- 2002: The Creek Drank the Cradle
- 2005: Iron & Wine Live Bonnaroo
- 2009: Norfolk 6/20/05
- 2011: Morning Becomes Eclectic
- 2015: Archive Series Volume No. 1
- 2023: Who Can See Forever Soundtrack

### EPs und Singles
- 2002: März 2002 Sub Pop Singles Club CD (Single)
- 2002: Iron & Wine Tour EP
- 2002: Call Your Boys b/w Dearest Forsaken (EP)
- 2003: The Sea & The Rhythm (EP)
- 2004: Iron & Wine iTunes Exclusive EP
- 2004: Passing Afternoon (Single)
- 2004: In Good Company Soundtrack
- 2004: Garden State Soundtrack
- 2004: The Trapeze Swinger (Single) (Soundtrack zu Reine Chefsache)
- 2005: Naked as We Came (US: Gold)
- 2006: Live Session EP (exklusiv bei iTunes)
- 2006: Such Great Heights EP (US: Gold)
- 2007: Boy with a Coin EP (US: Gold)
- 2008: Flightless Bird, American Mouth (Soundtrack zu Twilight – Bis(s) zum Morgengrauen, UK: Silber, US: Platin)
- 2010: Walking Far from Home (Single)
- 2017: Call It Dreaming (US: Gold)
- 2018: Weed Garden EP